# Otaviano Pivetta
Otaviano Olavo Pivetta (Caiçara, 10 de maio de 1959), mais conhecido como Pivetta é um empresario, agropecuarista e político brasileiro, ex-deputado estadual e ex-prefeito do município de Lucas do Rio Verde, atualmente exerce a função de vice-governador de Mato Grosso.

## Biografia
Terceiro dos sete filhos do ex-prefeito e caminhoneiro Tilidio José Pivetta e da professora e catequista Margarida Gelmina Faccin Pivetta, nasceu no dia 10 de maio de 1959, em Caiçara, no interior do estado do Rio Grande do Sul. Sua história com as terras mato-grossenses começou em 1982 quando mudou-se para Lucas do Rio Verde, desde então se dedicou ao ramo da agricultura e ao movimento comunitário. Como  empresário rural, investiu na produção arroz, soja, algodão, milho, suínos e bovinos. Tais atividades o levaram a criar a Vanguarda do Brasil S.A, que posteriormente se tornou a Vanguarda Agro S.A, hoje considerada a maior empresa do ramo no país.
Em 1997, assumiu o cargo de prefeito de Lucas do Rio Verde sendo reeleito em 2000 e eleito novamente em 2013. Usando a visão empresarial, Otaviano implantou o sistema de gestão de resultados. Sob sua liderança, Lucas do Rio Verde se tornou uma das melhores cidades do Brasil em qualidade de vida, com destaque para o desenvolvimento econômico, educação, saúde, habitação, saneamento básico e infraestrutura de urbanização..
Pivetta em sua última gestão como prefeito de Lucas do Rio Verde foi o prefeito vencedor do Prêmio Prefeito Empreendedor, o projeto premiado pelo Sebrae foi o "Ecoponto e Sistema de Coleta Mecanizada" na categoria "Inovação e Sustentabilidade".